# Dvoosni mineral
Dvoosni minerali so vsi minerali, ki kristalizirajo v ortorombskem, monoklinskem ali triklinskem kristalnem sistemu. Dvoosni kristali imajo dve optični osi in se po tem razlikujejo od enoosnih kristalov. Dvoosni kristali imajo tako kot enoosni kristali lomne količnike, ki se spreminjajo med dvema skrajnima vrednostma, vendar imajo tudi edinstven vmesni lomni količnik:
- najmanjši lomni količnik, ki se označuje s simbolom α, nα ali X,
- vmesni lomni količnik, ki se označuje s simbolom β, nβ ali Y in
- največji lomni količnik, ki se označuje s simbolom γ, nγ ali Z.

Vsi dvoosni minerali imajo optično simetrijo, ki je ekvivalentna simetriji 2/m2/m2/m, vendar imajo optične smeri v vsakem kristalnem sistemu drugačno skladnost s kristalografskimi smermi:
- V ortorombskih kristalih so optične osi skladne s kristalografskimi osmi, se pravi da je smer X in njej pripadajoči lomni količnik nα lahko os a, b ali c. Smer Y in nβ sta lahko vzporedna z a, b ali c, smer Z in nγ pa sta lahko vzporedna z a, b ali c.

- V monoklinskih kristalih je ena od smeri X , Y ali Z oziroma eden od lomnih količnikov nα, nβ ali nγ vzporedna s kristalografsko osjo b, drugi dve pa nista skladni s kristalografskimi smermi.

- V triklinskih kristalih nobena optična smer ali lomni količnik ni skladna s kristalografskimi smermi, čeprav se lahko v nekaterih redkih primerih eden od indeksov sklada z eno od kristalografskih smeri.

Ostri kot med optičnimi osmi se imenuje kot 2V.

## Optični predznak dvoosnega minerala
Optični predznak dvoosnega minerala je odvisen od tega, ali je lomni količnik nβ bliže nα ali nγ.  

### Pozitiven predznak (+)
Dvoosno pozitivni so minerali, katerih nβ je bliže nα kot nγ. V tem primeru je ostri kot med optičnima osema (2V) razpolovljen s smerjo lomnega količnika nγ. Če je med podatki o optičnih lastnostih minerala omenjen kot 2V, se podatek običajno nanaša na ta ostri kot. V nekaterih primerih je kot 2V označen tudi kot 2Vγ  ali 2Vα. 

### Negativen predznak (-)
Dvoosno negativni so minerali, katerih nβ je bliže nγ kot nα. V tem primeru je ostri kot med osema (2V) razpolovljen s smerjo lomnega količnika nα. 
Za kota 2Vα in 2Vγ veljajo naslednja pravila:   
- 2Vα +  2Vγ = 180º.
- Če je 2V = 90º, mineral nima optičnega predznaka.
- Če je 2V = 0º, je mineral enoosen.

## Vir
- Stephen A. Nelson, Mineralogy, Biaxial MInerals